# John Butts
John Butts (Slough, 1941 - Bermuda,  30 december 1966 was een Britse jazzdrummer.

## Loopbaan
Butts speelde in de bands van Derek Sinclair en Don Smith, alsook in Emcee Five van Mike Carr. Eind 1962 sloot hij zich aan bij Ronnie Ross. In 1963 en 1964 drumde hij in het orkest van Johnny Dankworth, waarmee hij ook opnam. In 1965 werkte hij in de bands van Ronnie Scott en van Tubby Hayes. Tevens trad hij op in het tv-programma Jazz 625 van de BBC, met Humphrey Lyttelton en Big Joe Turner, Buck Clayton en Vic Dickenson (met Tony Coe, Joe Temperley, Eddie Harvey en Dave Green). In 1966 werkte hij bij Dick Morrissey en begeleidde hij in Ronnie Scott’s Jazz Club de zangeres Blossom Dearie (Blossom Time at Ronnie Scott's). In juni 1966 speelde hij in Brits-West-Indië, waar hij in het combo van Joe Wylie actief was. Butts overleed aan de gevolgen van een verkeersongeluk.
Tubby Hayes eerde de drummer met een compositie: Dear Johnny B op het album Mexican Green (1967).

## Discografie (selectie)
- Johnny Dankworth: What the Dickens (Fontana, 1963)
- Cleo Laine Featuring John Dankworth Shakespeare and All That Jazz (Fontana, 1964)
- The Ronnie Scott Quintet Featuring Alan Skidmore. BBC Jazz Club (Gearbox 1966, ed. 2013, met Gordon Beck, Jeff Clyne)